# بير ن. هاغن
بير ن. هاغن هو سياسي نرويجي، ولد في 12 يونيو 1936، وتوفي في 9 يناير 2010. نشط حزبياً في حزب الوسط. وقد انتخب وزير دولة ‏ Ministry of Local Government and Regional Development ‏ (23 أكتوبر 1997 – 10 مايو 1999) وانتخب نائب عضو برلمان النرويج ‏ عن دائرة Hedmark (Storting constituency) ‏ وقد انضم خلال فترته النيابية ‏ (1977 – 1981) للكتلة البرلمانية حزب الوسط وانتخب وزير دولة ‏ Ministry of Local Government and Regional Development ‏ (23 أكتوبر 1989 – 3 نوفمبر 1990).